# Лакши случај смрти
Лакши случај смрти је југословенски и српски филм из 1993. године кога је режирао Предраг Велиновић, по сценарију Ранка Божића.

## Радња
Ова поетична прича о наглом одрастању и сазревању двојице дечака и бригама одраслих који не успевају да схвате промене до којих долази у њиховим животима, смештена је у шездесете године.

## Улоге
| Глумац             | Улога            |
| ------------------ | ---------------- |
| Богдан Диклић      | Карањац          |
| Милан Митровић     | Ненад Шапоња     |
| Радмила Савићевић  | Ненадова баба    |
| Милош Кодемо       | Реља             |
| Енвер Петровци     | Рељин отац       |
| Љиљана Благојевић  | Рељина мајка     |
| Симона Огњановић   | Рељина сестра    |
| Мина Угљешић       | Рељина девојка   |
| Ранко Гучевац      | свештеник        |
| Душанка Стојановић | жена из луднице  |
| Бранимир Брстина   | човек из луднице |